# MTV Movie Awards México
L'MTV Movie Award Mexico è un premio cinematografico, consegnato in Messico a partire dal 2003. La premiazione è affine a quella degli MTV Movie Awards statunitensi e tende essenzialmente a premiare gli attori e artisti cinematografici locali.

## Cerimonie di premiazione
- MTV Movie Awards México 2003
- MTV Movie Awards México 2004
- MTV Movie Awards México 2005